# Elección para gobernador de Washington de 2020
La elección para gobernador de Washington de 2020 tuvo lugar el 3 de noviembre, en conjunto con las elecciones presidenciales, las elecciones al Senado y las elecciones a la Cámara de Representantes.
El gobernador titular, el demócrata Jay Inslee, resultó electo para un tercer mandato.
- Datos: Q48771188